# Museo della Ceramica "Alfonso Tafuri"
Il Museo della Ceramica "Alfonso Tafuri" (spesso identificato col settecentesco Palazzo Mancuso) si trova a Salerno nel suo centro storico. Fu creato nel 1987 dal goielliere collezionista di ceramiche Alfonso Tafuri.

## Storia e dati
Il salernitano Alfonso Tafuri dopo aver collezionato per decenni molte antiche ceramiche vietresi, salernitane e napoletane, decise di esporle in un museo privato vicino al Duomo cittadino nel pianterreno e primi due piani del Palazzo Mancuso.
Questo museo fu adibito in tre sezioni, dal Duecento all'Ottocento, che corrispondono ai piani del palazzo Mancuso situato in via Cassavecchia, ad appena cento metri dalla importante ed antica Via dei Mercanti salernitana allo scopo di attrarre turisti e visitatori.

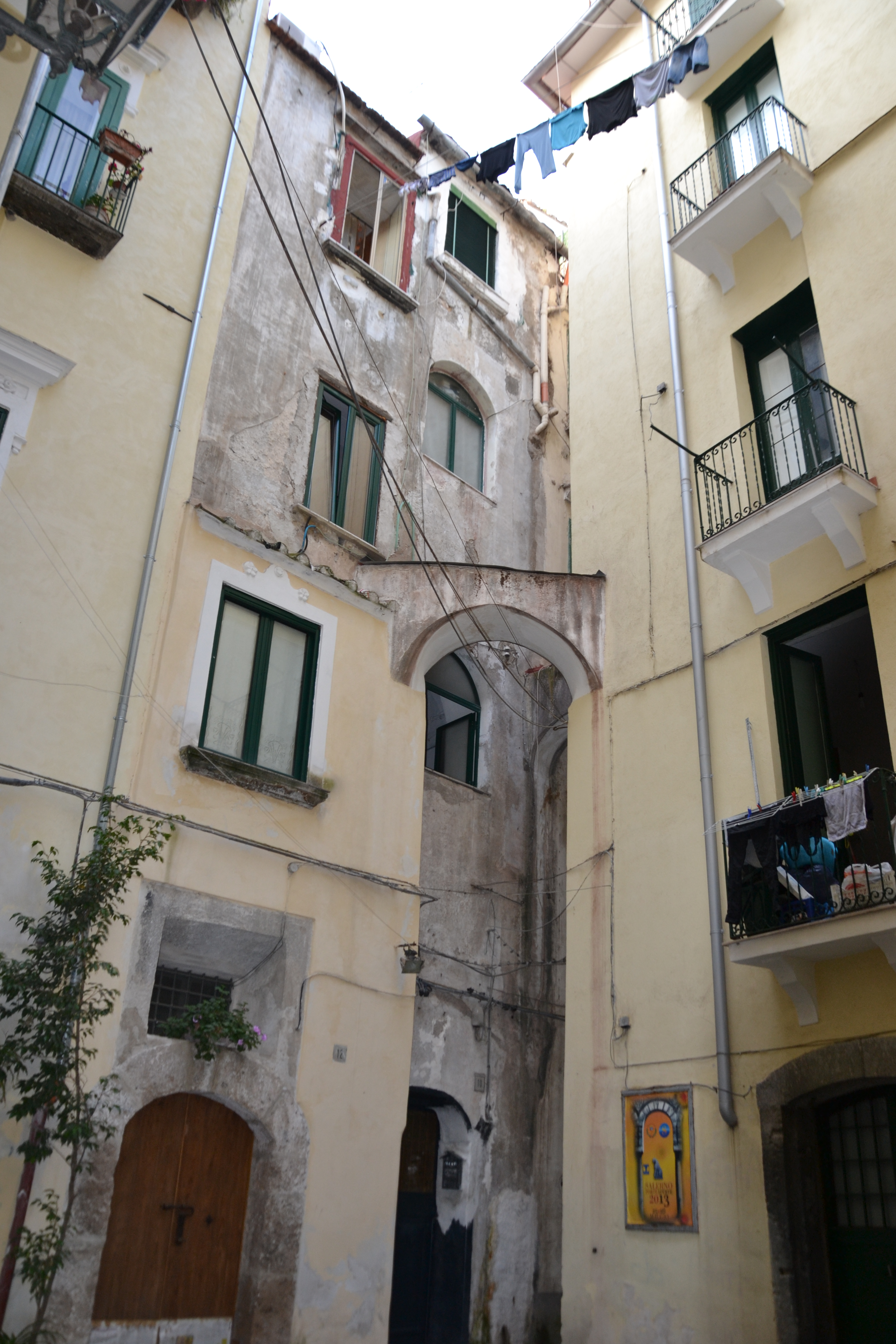
Nella foto l'edificio a destra e' il Palazzo Mancuso, con l'entrata al Museo Tafuri segnalata da una insegna gialla

La prima sezione -nel pianterreno del Palazzo Mancuso- contiene numerose maioliche rinvenute nel "Rione Fornelle" di Salerno (lucerne, giare, zuppiere, boccali, ecc..), quando fu ristrutturato completamente negli anni cinquanta del Novecento.
Una seconda sezione -la più importante e famosa del museo- espone numerose "Riggiole" (mattonelle in cotto decorate a mano) create nel Settecento ed Ottocento principalmente a Napoli e Vietri. Vi sono inoltre esposte numerose utensilerie e molto vasellame della Provincia di Salerno (specialmente di Giffoni Valle Piana e Cerreto Sannita).
Il terzo settore -detto spesso il "periodo tedesco della ceramica vietrese"- riguarda targhe e pannelli devozionali del secolo scorso, molti dei quali creati da artisti famosi quali Riccardo Dolker, Irene Kowaliska e Guido Gambone. Il Dolker è spesso considerato il capogruppo della colonia di artisti del nord Europa, conosciuti come i "Tedeschi di Vietri", che tra gli anni venti e l'inizio della seconda guerra mondiale contribuirono notevolmente al rinnovo della tradizione artistica dei vari paesi della Costiera amalfitana. Infatti i "Tedeschi di Vietri" rivoluzionarono completamente lo stile ceramico vietrese, ancora legato ad una tradizione decorativa ottocentesca, grazie al loro stile innovativo, direttamente legato alla tradizione decorativa nordica e soprattutto tedesca. Il nuovo stile tedesco fu adottato da tutti i ceramisti che seguirono: Giovannino Carrano, i fratelli Procida, i fratelli Solimene, Andrea D’Arienzo e soprattutto Guido Gambone (le cui ceramiche sono molto esposte nel Museo Tafuri).
Il reperto più antico del museo è un frammento di ceramica del tipo detto "Spiral Ware" che risale a prima del Duecento, probabilmente rinvenuto originariamente nel Castello di Arechi sul finire dell'Ottocento.